# Messier 86
M86 (Messier 86 / NGC 4406) is een elliptisch sterrenstelsel in het sterrenbeeld Maagd (Virgo) gelegen in de Virgocluster. Het stelsel is op 5 mei 1779 ontdekt door Johann Gottfried Köhler.
In tegenstelling tot de meeste sterrenstelsels beweegt M86 zich niet van ons af maar naar ons toe, en wel met een snelheid van 419 km/s.